# Transener

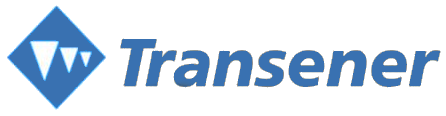

Transener est une entreprise argentine, leader dans le transport d'électricité, et faisant partie du Merval, le principal indice boursier de la bourse de Buenos Aires.